# Saponaire officinale
Saponaria officinalis
Espèce
Classification phylogénétique
Statut de conservation UICN

 LC  : Préoccupation mineure
La Saponaire officinale (Saponaria officinalis) est une plante herbacée vivace de la famille des Caryophyllaceae. On l'appelle aussi savonnaire, savonnière, saponière, herbe à savon, herbe à foulon, savon des fossés ou savon de fosse.

## Description

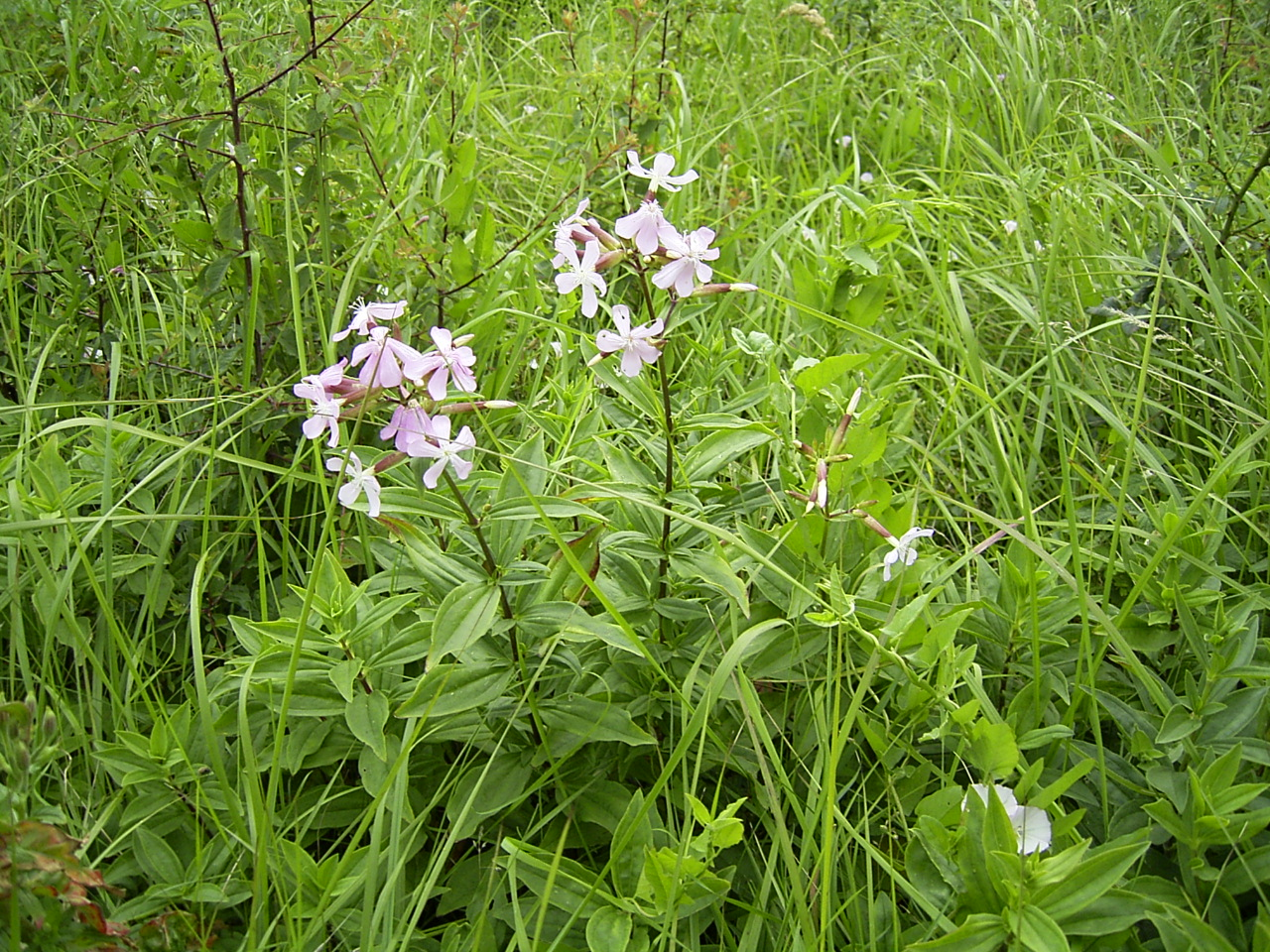
Saponaria officinalis

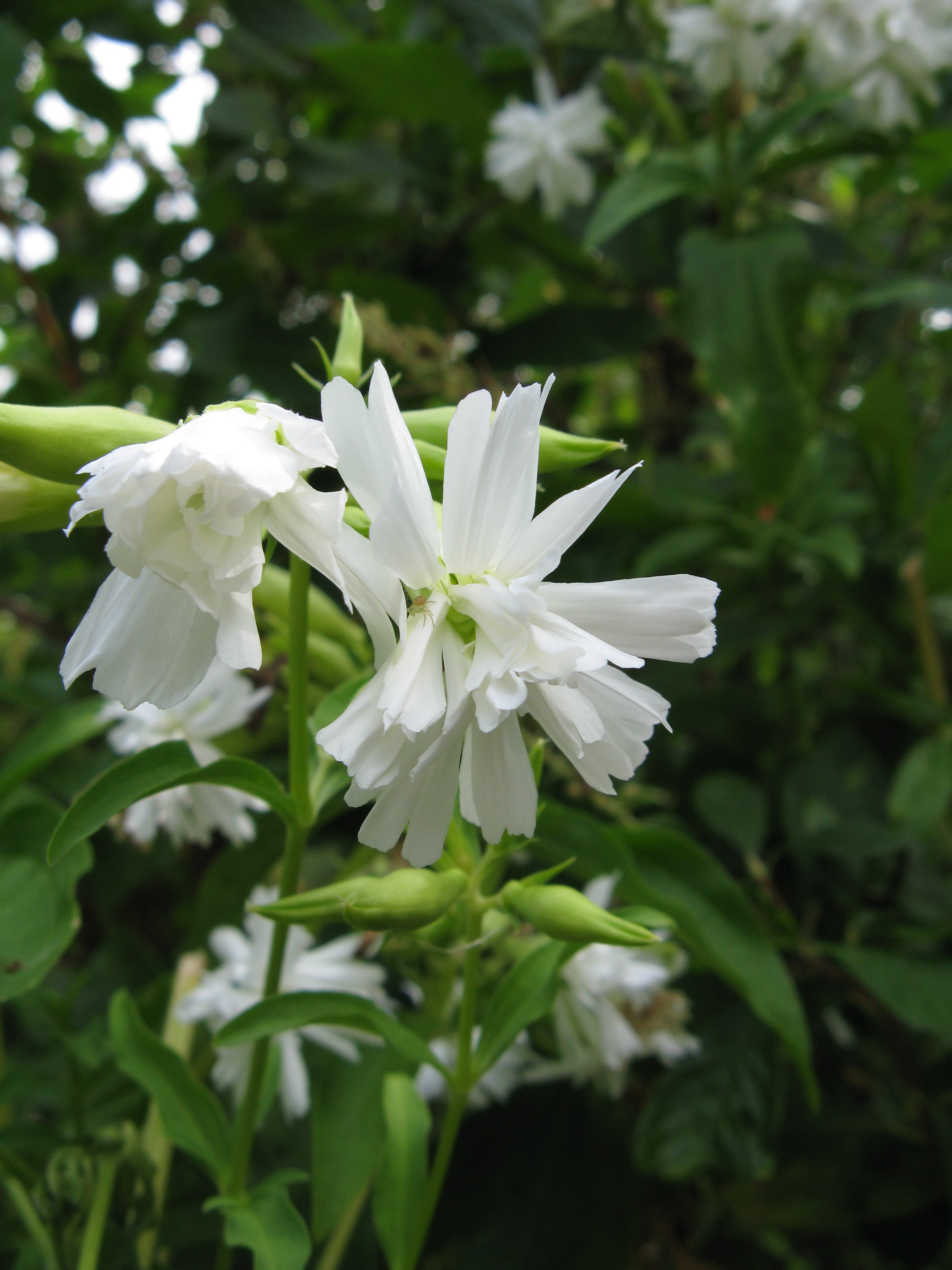
Saponaire à fleurs doubles.

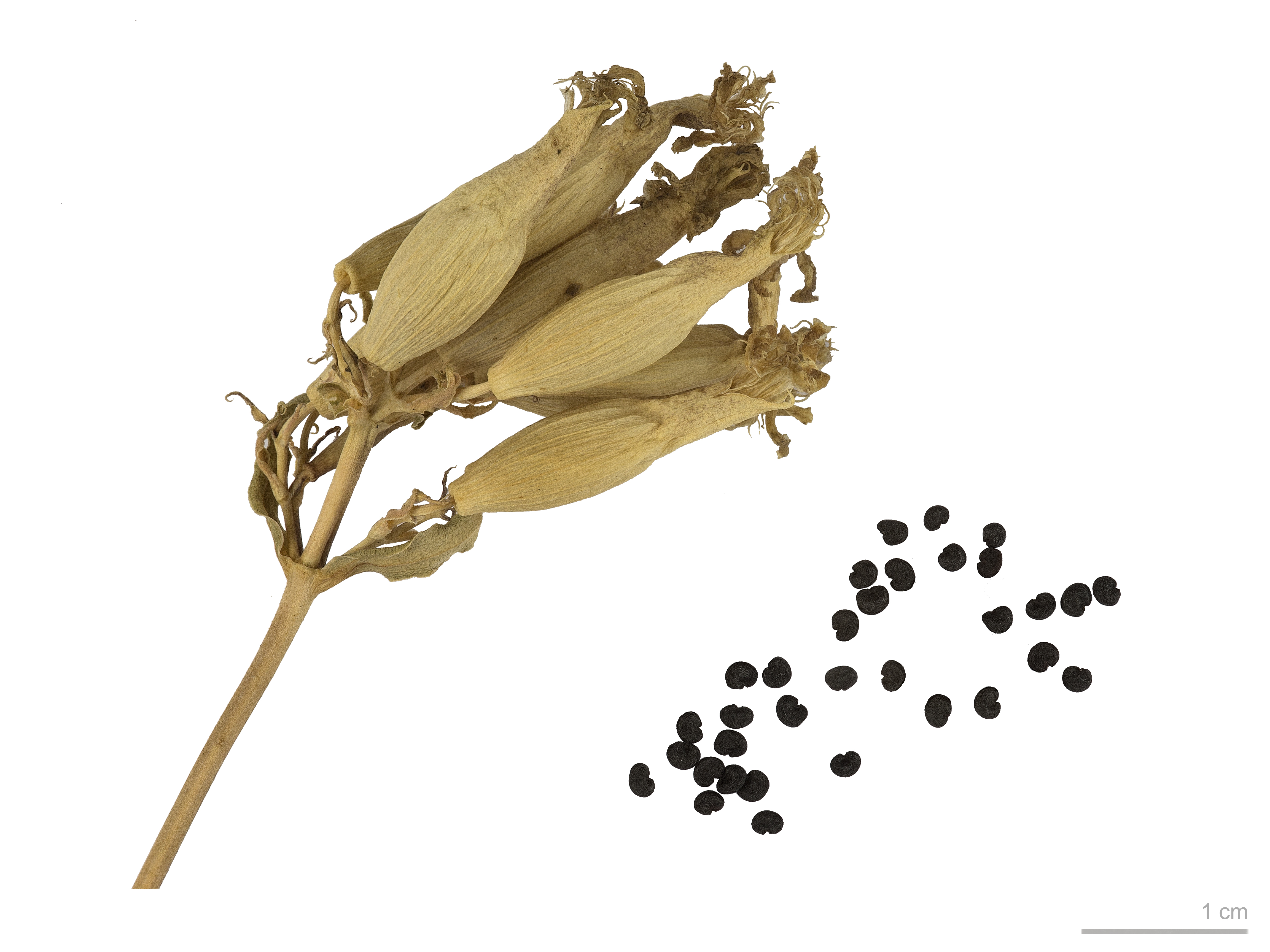
Saponaria officinalis - Muséum de Toulouse

C'est une plante glabre à tige robuste cylindrique et dure de 40 à 80 cm, foisonnante voire envahissante grâce au développement de ses rhizomes, facile à cultiver.
Ses feuilles ovales opposées, vert tendre, pointues sont sillonnées par 3 nervures longitudinales, les inférieures pétiolées.
Ses fleurs, qui peuvent être  doubles, sont légèrement parfumées et poussent en cymes denses. Elles ont cinq pétales blancs ou rose pâle qui forment un cercle d'environ deux centimètres de diamètre. La période de floraison est de juin à octobre. Les fruits sont des capsules déhiscentes qui contiennent de petites graines brun-noir, arrondies, en forme de haricot d'environ 1,5 millimètre de longueur. La maturation des fruits a lieu de septembre à octobre.
Le nombre de chromosomes est de 2n = 28.
Les fleurs roses doubles ressemblent beaucoup à celles des Phlox ou des Silènes.

## Caractéristiques
Organes reproducteurs
- Type d'inflorescence : cyme bipare ;
- Répartition des sexes : hermaphrodite ;
- Type de pollinisation : entomogame.

La floraison a lieu d'avril à juillet.
Graine
- Type de fruit : capsule ;
- Mode de dissémination : anémochore.

## Habitat et répartition

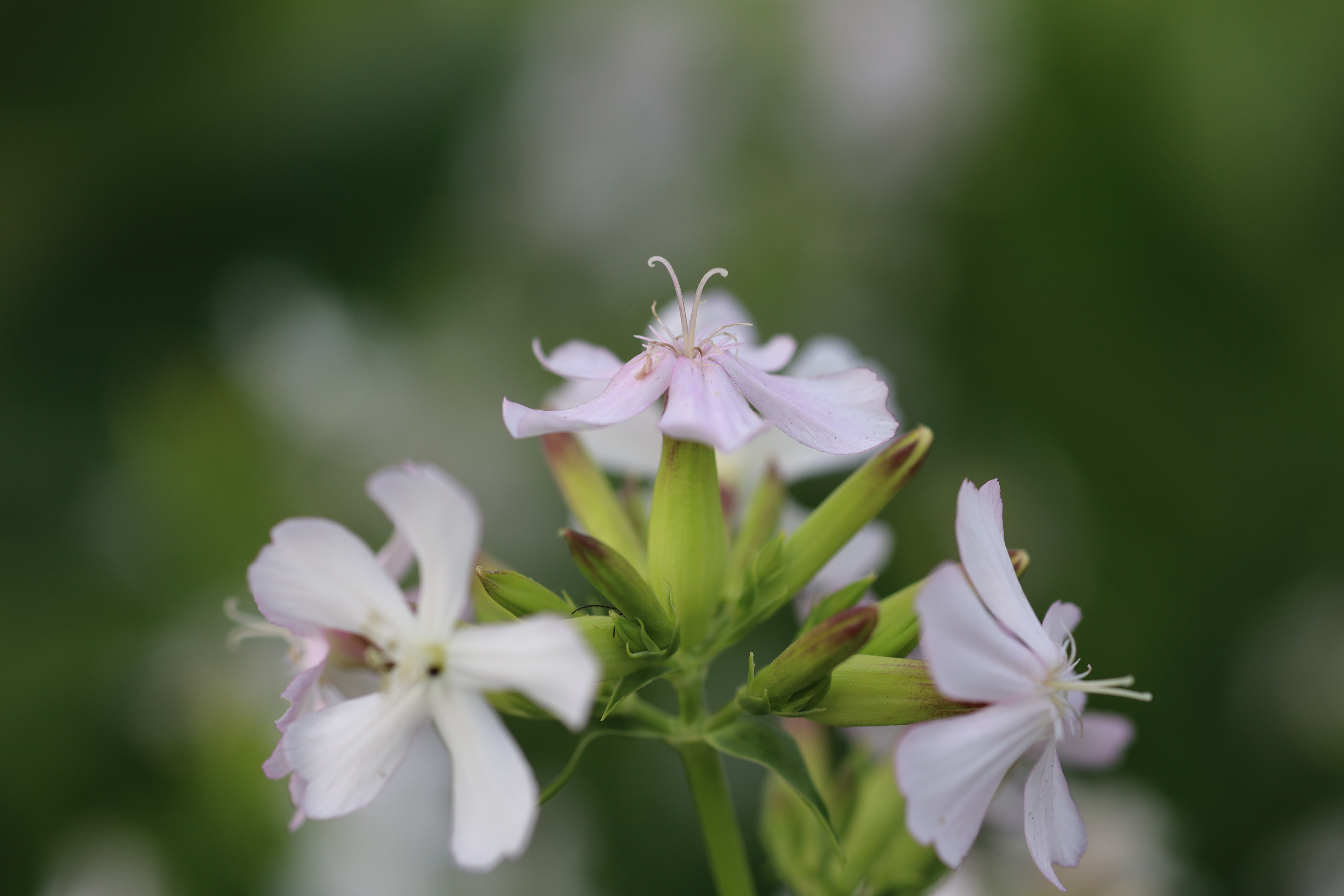
Saponaria officinalis L., Sainte-Geneviève-de-Batiscan, Québec, Canada

Son habitat type est celui des friches vivaces rudérales pionnières, mésoxérophiles, médioeuropéennes et psychrophiles.
Son aire de répartition est cosmopolite.
L'espèce est présente dans tout le bassin méditerranéen.
En Suisse, la Saponaire officinale occupe les chemins et les décombres à l'étage collinaire et en moyenne montagne. On la trouve à l’état naturel en Valais, dans des habitats qui ont tendance à disparaître, en particulier les friches à chiendent ou Convolvulo-Agropyrion Görs 66 4.6.1, ainsi que le long des cours d'eau et dans le Jura, dans  les ourlets hygrophiles de plaines ou Convolvulion Tüxen 47 5.1.3. Ces deux sites sont menacés, le premier par les pratiques agricoles intensives, ou l’abandon de tout entretien qui laisse le champ à la forêt, et le second par les travaux de drainages et d’améliorations foncières lourdes. Ils sont aussi vulnérables face aux espèces invasives.

## Statuts de protection, menaces
L'espèce n'est pas encore évaluée à l'échelle mondiale par l'UICN. En Europe et en France elle est classée comme non préoccupante .

## Utilisation

### Médicinale historique
Cette plante possède des propriétés dépuratives, diurétiques, cholérétiques et vermifuges. On l'emploie contre les rhumatismes et la goutte, contre certaines dermatoses et comme expectorant pour les affections de la cavité orale (angines, aphtes, etc.). La décoction de Saponaire appliquée sur le visage permet de lutter efficacement contre les maladies de la peau telles que l'acné. Les Romains en mettaient dans leur bain pour guérir les démangeaisons. Les léproseries l'utilisaient pour nettoyer les plaies des lépreux.

### Biochimie et toxicité
Les graines de la Saponaire officinale contiennent de la saponine et aussi de la saporine, une protéine inhibitrice de l'activité ribosomique (activité N-glycosidase) de la famille de la ricine, de la curcine et de l'abrine. La saponine et la saporine peuvent s'avérer toxique en fonction de la quantité ingérée. L'ingestion d'une macération de feuille dans l'eau a occasionné  des accidents graves avec tremblements, bouche sèche, paralysie de la langue et dilatation des pupilles.

### Domestique
Comme le bois de Panama, les sommités fleuries ou les rhizomes pouvaient remplacer le savon pour laver les vêtements délicats susceptibles de se décolorer. On l'utilisait également pour nettoyer les tabliers noirs. C'est parce qu'elle contient de la saponine, une substance qui a la propriété de faire mousser comme du savon, que la Saponaire officinale porte aussi le nom d'« herbe à savon », « savon du fossé », « savonnière », « laurier fleuri », « herbe à femme ». Lorsque séchées et nettoyées, les racines peuvent servir dans la fabrication d'une poudre qu'utilisaient jadis les habitants pour se laver les mains. Mélangée à de la soude, elle pouvait également dégraisser et blanchir les laines et dentelles pâles, d'où son autre nom d'« herbe à foulon ». Constituants : des saponosides (2 à 5 %) = hétérosides triterpéniques : gypsogénine et surtout l'acide quillayique

### Culinaire
Au Moyen-Orient, on utilise l'infusion d'eau et de la Saponaire pour préparer des desserts nécessitant une gélification, en particulier une guimauve arabe dite « Natif », et pour la fabrication du fameux Halva (Turkish Halva).